# Botnia Marin

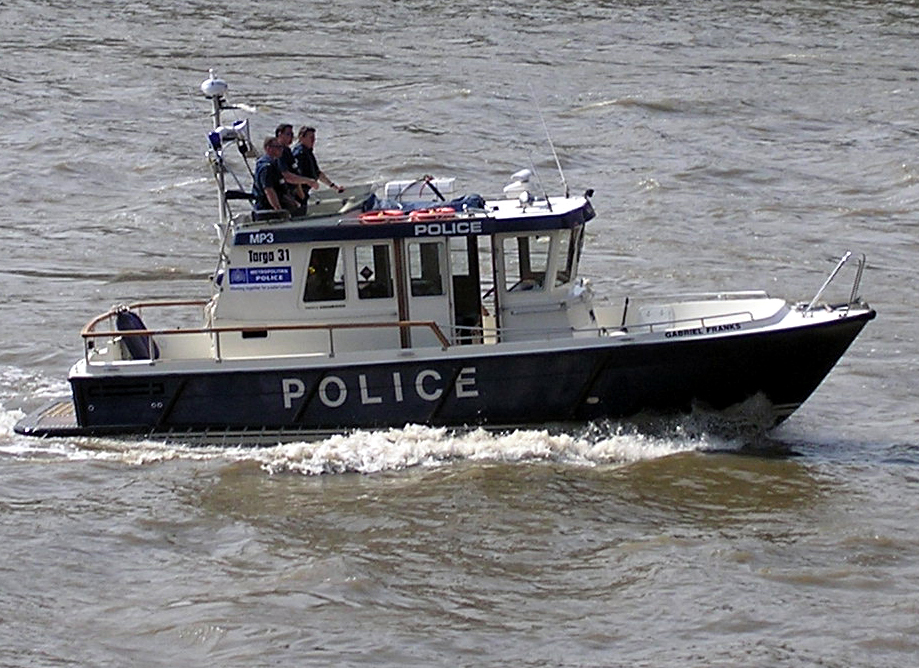
Targa 31 som polisbåt i London

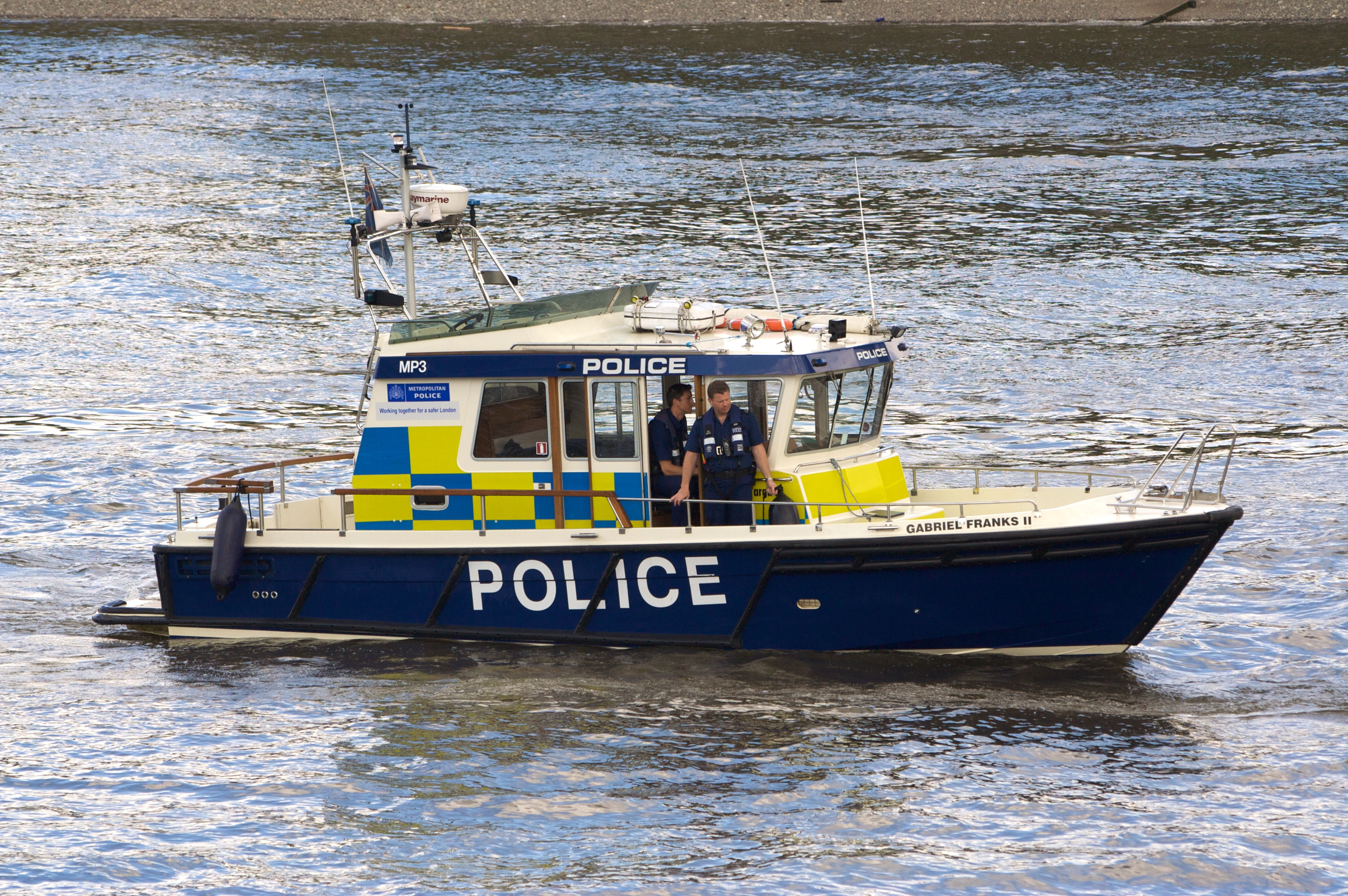
Brittiska polisbåten Gabriel Framks II

Botnia Marin är en finländsk familjeägd båttillverkare med varv i Malax och Nykarleby och med varumärket Targa. Det grundades av Johan Carpelan 1976 i Malax.
Företaget startade med att tillverka H-båtar i glasfiberarmerad plast och utökade snart på med Nordisk Familjebåt. År 1984 köpte företaget tillverkningslicensen för Targa, och sedan dess har de båtarna varit företagets flaggskepp. De tillverkas i dag i storlekar mellan 23,1 och 46 fot. År 1997 utvidgade Botnia Marin med att köpa Sunwind Yachts tidigare varv i Nykarleby, och år 2000 överskred personalstyrkan 100 personer.
Targa har gjort sig ett namn för att vara robusta, tåliga och sjövärdiga, men ändå snabba båtar. Targa förekommer också som modellnamn hos andra tillverkare, som Fairline och Tracker, för modeller som är försedda med targabåge. 